# Quettehou
Quettehou es una comuna nueva francesa situada en el departamento de Mancha, de la región de Normandía.

## Historia
El 1 de enero de 2019 pasó a ser una comuna nueva al absorber la comuna de Morsalines.

## Demografía
Según los datos aportados en la resolución del prefecto de Mancha, la comuna se crea con 1804 habitantes.

## Composición
| Comuna fusionada | Código INSEE | Población (2018) | Superficie (km²) | Densidad (hab./km²) |
| ---------------- | ------------ | ---------------- | ---------------- | ------------------- |
| Morsalines       | 50358        | 1584             | 16.17            | 56                  |
| Quettehou        | 50417        | 205              | 3.65             | 98                  |